# Trine Schmidt
Trine Schmidt Hansen (Copenhaguen, 3 de juny de 1988) és una ciclista professional danesa actualment a l'equip Lotto Soudal Ladies. Ha combinat amb el ciclisme en pista, on va aconseguir una medalla de plata als Campionats del món.

## Palmarès en pista
- 2004
  -  Campiona de Dinamarca en Scratch
- 2007
  -  Campiona de Dinamarca en Scratch
  -  Campiona de Dinamarca en Persecució
- 2009
  -  Campiona de Dinamarca en Persecució
- 2017
  -  Campiona d'Europa en Puntuació
  -  Campiona de Dinamarca en Scratch
  -  Campiona de Dinamarca en Persecució

## Palmarès en ruta
- 2006
  -  Campiona de Dinamarca en contrarellotge per equips
- 2007
  -  Campiona de Dinamarca en contrarellotge
  - Vencedora d'una etapa a la Gracia Orlová